# Final Sequence
Final Sequence è un brano musicale del musical Sweeney Todd di Stephen Sondheim.

## La musica
È il brano più lungo dell'intero musical (circa 13 minuti tra momenti cantati e recitati) che conclude la tragica vicenda di Sweeney Todd (il musical si conclude con il brano successivo, la famosa "Ballata di Sweeney Todd") e coinvolge quasi tutti i personaggi (esclusi Pirelli, il messo Bamford e Tobias, che non canta ma ha solo un breve dialogo).Si tratta anche di un pastiche musicale, una rielaborazione di vari brani del musical:
- The Ballad of Sweeney Todd (Coro)
- City on fire! (Coro)
- Kiss me (Johanna)
- Not While I'm Around (Mrs Lovett, Todd)
- Alms! Alms! (Mendicante)
- Ah, Miss (Anthony)
- No Place like London (Anthony, Johanna)
- Epiphany (Sweeney Todd) (orchestrale)
- Pretty Women (Todd, Giudice)
- Johanna (Giudice)
- My Friends (Todd)
- Poor Thing (Mrs Lovett, Todd)
- A Little Priest (Todd, Mrs Lovett)
- By the sea (Mrs Lovett
- The Barber and his Wife (Todd)

Nell'adattamento cinematografico del 2007, Tim Burton taglia pesantemente la sequenza finale, riducendola a questi brani:
- Not While I'm Around (Mrs Lovett, Todd)
- Alms! Alms! (Mendicante)
- Epiphany (orchestrale)
- Pretty Women (Todd, Giudice)
- My Friends (Todd)
- Poor Thing (Mrs Lovett, Todd)
- A little priest (Todd, Mrs Lovett)
- By the sea (Mrs Lovett)
- The Barber and his Wife (Todd)

## Trama
Il coro entra in scena commentando la morte del Messo Bamford, ma viene soffocato dall'assordante fischio della stufa. Il caos regna a Londra, in seguito alla fuga generale dei pazzi dal manicomio di Fogg  (nei fuggitivi si nascondono anche Johanna e Anthony, diretti alla bottega di Sweeney Todd): alla guida dei malati di mente c'è la Mendicante, che cerca il messo Bamford per fare irruzione nel negozio di Mrs Lovett.
Nel frattempo Mrs Lovett e Todd scoprono la fuga di Tobias e lo cercano invano nelle fogne. Durante l'assenza dei due, Johanna ed Anthony arrivano alla bottega del barbiere, e il ragazzo va a cercare il barbiere lasciando l'amata da sola: Johanna si spaventa quando sente arrivare qualcuno, e si nasconde. La nuova arrivata è la Mendicante, che, entrata nella bottega, ha un flashback: crede di ricordare qualcosa, e intona una ninna nanna. In quel momento irrompe Todd, che le intima di andarsene, ma lei inizia a farneticare sulla crudeltà di Mrs Lovett, e inizia a chiedere al barbiere se i due si conoscano: Todd, sentendo l'arrivo del Giudice, si sbarazza della donna tagliandole la gola e facendola cadere nella botola.
Todd rassicura il Giudice appena arrivato, affermando che Johanna sta per arrivare, e gli propone una tonsura per farlo più bello agli occhi dell'amata. Il Giudice Turpin freme d'amore, e Todd, indignato per il comportamento del Giudice (che, dopo aver abusato di sua moglie, intende provarci anche con la figlia) si rivela come Benjamin Barker e lo uccide. Al delitto assiste l'attonita Johanna, che, vestita da marinaio, viene scambiata per un uomo, e sta per essere uccisa da Todd, ma l'improvviso urlo di Mrs Lovett richiama il barbiere nello scantinato.
La donna si era spaventata dopo aver visto il Giudice agonizzante, e rimane ancor di più terrorizzata quando scopre la vera identità della Mendicante: Lucy Barker, la moglie di Sweeney Todd, non morta, ma impazzita a causa del veleno. La donna cerca di gettare il cadavere della donna nel forno, ma viene bloccata dall'arrivo di Todd, che vuole godersi la vista del cadavere dell'odiato Giudice: ma anche lui riconosce la moglie, e rimane sconvolto. Mrs. Lovett cerca di discolparsi inutilmente, affermando addirittura di averlo amato più di sua moglie, causando l'ira del barbiere: Todd, fingendo di perdonarla, inizia a ballare con lei (come nel finale del primo atto) ma subito dopo la getta nella stufa ancora accesa.

Dopo aver richiuso la stufa, Todd torna sul cadavere della moglie e inizia a cullarlo, ricordando i bei tempi passati. In quel momento Tobias esce dalle fogne, completamente impazzito in seguito alla macabra scoperta di un dito in un pasticcio di carne: il ragazzo prende uno dei rasoi e taglia la gola al barbiere.
La triste storia di Sweeney Todd termina nel sangue, così come era iniziata.